# Катафатическое богословие
Катафатическое богословие (от греч. καταφατικός, «утверждающий») — совокупность теологических принципов, постулирующая познание Бога через понимание того, чем, или вернее, кем Он является.

## Иудаизм
Иудаизм считает катафатическое богословие принципиально невозможным, так как один из тринадцати принципов иудаизма гласит, что «Ему нет вообще никакого подобия».

## Христианство
В христианстве катафатическое богословие утверждает, что познание Бога человеком возможно через его проявление в мире, его понятные свойства. Утверждения катафатического богословия часто встречаются в Библии. Например, «Бог есть Любовь» (1 Иоан. 4:8,16), «Бог есть свет, и нет в Нём никакой тьмы». (1 Иоан. 1:5).

## Индуизм
В одном из направлений индуизма, в гаудия-вайшнавизме, Кришна описывается как «высшая личность бога», обладающий 64 положительными качествами, из которых четыре являются уникальными:
- Кришна совершает свои многообразные чудесные игры, из которых выделяются его детские игры во Вриндаване;
- игрой на флейте Кришна привлекает все живые существа во всех вселенных;
- Кришна окружён преданными, наделёнными чудом любви к богу;
- в своей чудесной, исключительной красоте Кришна не имеет себе равных нигде в творении[1].

Остальными 60 качествами обладают экспансии Кришны в форме Нараяны. Пять из них также уникальны и не свойственны дживам и богам, даже Брахме и Шиве:
- обладает непостижимыми энергиями;
- бесчисленные вселенные исходят из его тела;
- является изначальным источником всех воплощений;
- убивая своих врагов, он дает им освобождение;
- привлекает к себе освобожденные души.

Наконец, пятью из оставшихся 55 качеств обладают частично Брахма и Шива:
- неизменность;
- всезнание;
- вечное обновление;
- сатчитананда (исполненное вечности и блаженства тело);
- обладание всеми мистическими совершенствами.